# Bornholm (Band)

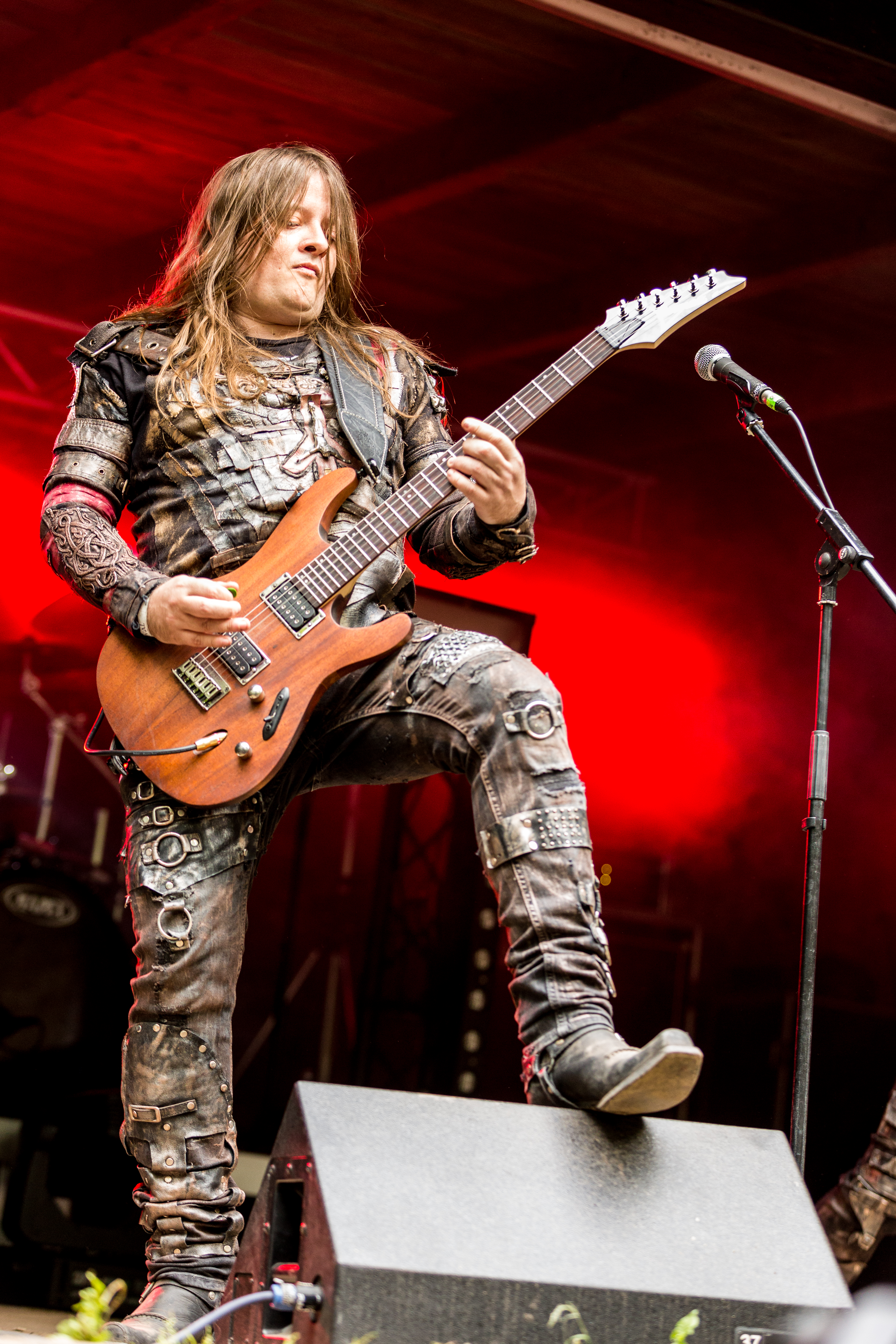
Sänger Sahsnot auf dem Dark Troll Festival 2018

Bornholm ist eine Pagan-Metal-Band, die 2000 in Budapest gegründet wurde.

## Geschichte
Benannt nach der dänischen Insel Bornholm, wurde die Band von Ferenc Olajos, Vesanus, Astaroth, Mordan und Melkor gegründet. Sie orientierten sich zu Anfang sehr an ihren Vorbildern Bathory, aber auch symphonischem Black Metal, wie der von Dimmu Borgir. 2001 nahmen sie ihr erstes Demo Awakening of the Ancient Ones EP auf. Nach einigen Besetzungswechseln brachten sie dann 2005 ihr Debüt-Album On the Way of the Hunting Moon heraus, bei dem von der Originalbesetzung nur noch der Gitarrist Astaroth dabei war.
Nach Europatouren mit den Bands Arcturus, Mayhem und Enslaved, brachten sie 2009 ihr zweites Album March for Glory and Revenge auf den Markt. Da während der ersten beiden Alben so viel Zeit vergangen war, arbeitete die Band schon während der Tour zum Album am Nachfolge-Album, das aber auch erst im Januar 2013 erschien und Inexorable Defiance heißt. 2013 gingen sie auch zusammen mit Alestorm, Arkona, Ex Deo, Varg, Kalmah, Wolfchant und Thyrfing zusammen auf die Paganfest Europatour.

## Diskografie
- 2001: Awakening of the Ancient Ones (Demo, CD, Eigenvertrieb)
- 2003: …On the Way of the Hunting Moon (Album, CD, Melancholia Records)
- 2006: Awakening / …On the Way (Split-Single mit Nydvind, 7"-Vinyl, Nail Records)
- 2009: March for Glory and Revenge (Album, CD, VIC Records)
- 2013: Inexorable Defiance (Album, CD, NoiseArt Records; LP, HungAryan Records)
- 2016: Primaeval Pantheons (Album, CD, Massacre Records)
- 2021: Apotheosis (Album, CD/LP, Napalm Records)

Beiträge auf Kompilationen (Auswahl):
- 2004: On the Way of the Hunting Moon auf Metal Ostentation - Volume 5 (CD, Enclave Productions)
- 2009: Valhalla auf A Hungarian Tribute to Bathory: Turulheart (CD, HungAryan Records)
- 2012: Walk on Pagan Ways auf Austrian Metal Alliance Vol. III (CD, Napalm Records)

## Musikvideos
- 2006: Acheron (Regie/Produktion: Péter Sallai)
- 2010: Dreams of Ages (Regie/Produktion: Péter Sallai, Gyula Havancsak)